# Западный Таиланд

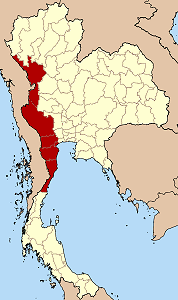
Западный Таиланд согласно делению страны на 6 регионов

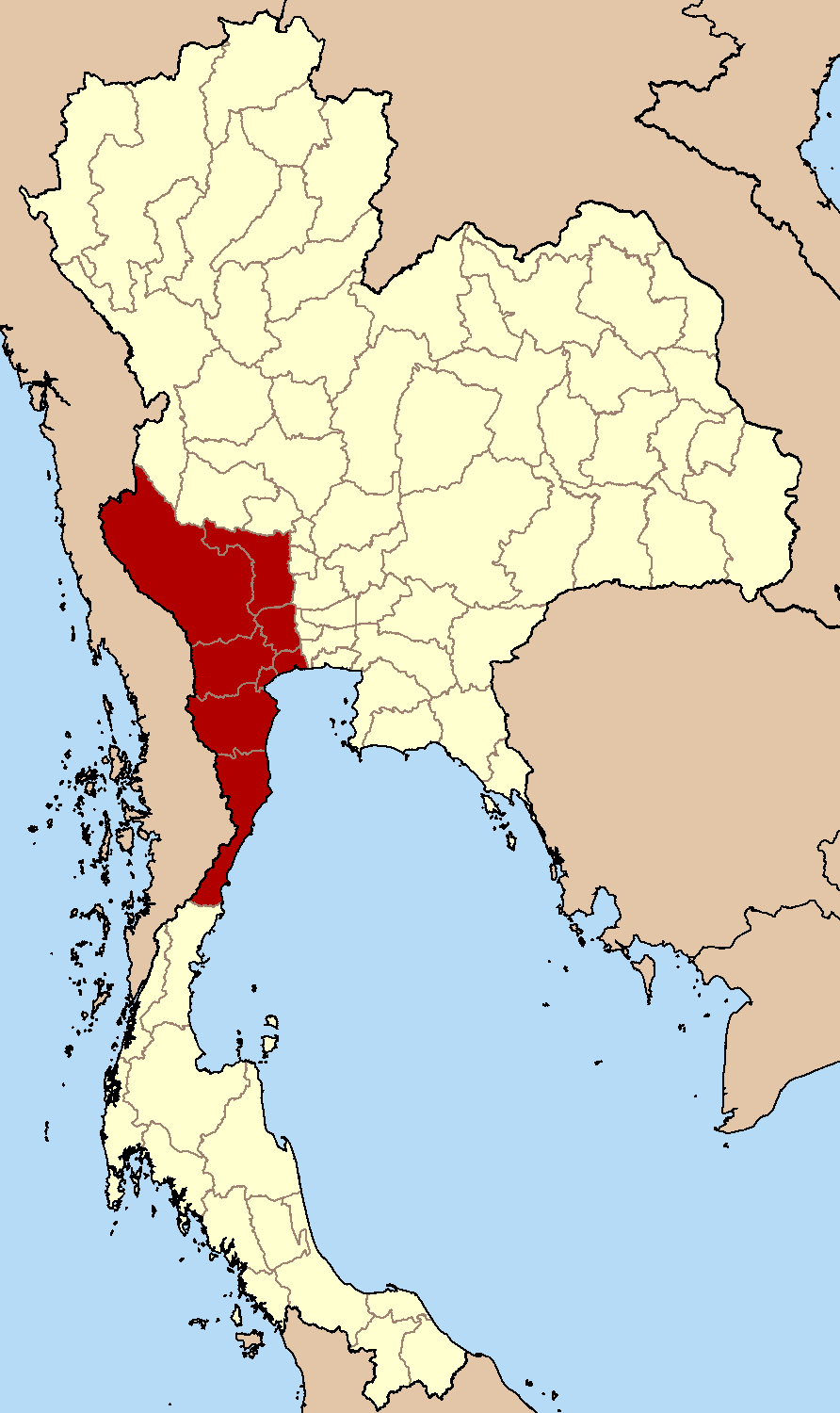
Западный Таиланд согласно делению страны на 4 региона

Западный Таиланд (тайск. เวสเทิร์ประเทศไทย) — регион в Таиланде. На западе граничит с Мьянмой, а на востоке с Центральным Таиландом.

## География и экономика
Рельеф Западного Таиланда характеризуется высокими горами и глубокими речными долинами. Регион богат лесными территориями. Вода и минералы также являются важными природными ресурсами: здесь были построены многие плотины, а горнодобывающая промышленность является важной отраслью в регионе.

## Административное деление
Западный Таиланд включает в себя 6 провинций:
1. Канчанабури (กาญจนบุรี)
2. Пхетбури (เพชรบุรี)
3. Прачуапкхирикхан (ประจวบคีรีขันธ์)
4. Ратабури (ราชบุรี)
5. Так (ตาก)